# 氷III

氷の相図。

氷III（こおりさん、ice III）は、高圧で生じる氷多形のひとつ。液体の水を250 Kまで0.25 GPaで冷却することによって結晶化させることができる。その結晶構造は空間群P41212をもち、正方晶の単位格子で説明される（a=6.80 Å, c=6.86 Å）。氷IIIはそれ自体が部分的に秩序化した構造を持つが、およそ160 K以下に冷却することでほぼ完全に秩序化した氷IXへと相転移する。